# Стари Трояни
Стари Трояни или Стари Троян (на украински: Старі Трояни) е село в Южна Украйна, Одеска област, Измаилски район. Заема площ от 3 км2.

## География
Селото се намира в историческата област Буджак (Южна Бесарабия). Разположено е северно от Килия, западно от Новоселивка и югоизточно от Кирнички.

## История
Селото е основано през 1819 година.
През 1835 година в селото са регистрирани 118 семейства с 608 жители (324 мъже и 284 жени). Две от семействата (11 души) са се установили в селото преди Руско-турската война от 1828-1829 г., а останалите са нови преселници. Църквата в селото, „Свeта Троица“, е изградена през 1850 година.
Съгласно Парижкия мирен договор от 1856 г. Старо Троян попада в Княжество Молдова, а впоследствие - в новообразуваната Румъния. През 1861-1862 година жители на селото се включват в преселническото движение на бесарабските българи от Румъния в Русия и основават селата Андровка и Троян в Таврия.

## Население
Населението на селото възлиза на 2225 души (2001). Гъстотата е 741,67 души/км2. По-голяма част от жителите са гагаузи.